# 1724 în literatură
Anul 1724 în literatură a implicat o serie de evenimente și cărți noi semnificative.  